# Wola Ręczajska
Wola Ręczajska [pronunciación en polaco: /ˈvɔla rɛnˈt͡ʂai̯ska/] es un pueblo en el distrito administrativo de Gmina Poświętne, dentro del Distrito de Wołomin, Voivodato de Mazovia, en el este central de Polonia. Se encuentra aproximadamente 12 kilómetros al este de Wołon y 3 kilómetros al este de Varsovia.